# Macuxis
Os Macuxi, população indígena sul-americana, estão situados na região circum-Roraima, cujo ponto “zero”, por assim dizer, é o Monte Roraima – sendo este divisor de águas que vertem para os rios Amazonas, Essequibo e Orinoco. Essa região é coabitada por outros povos de filiação linguística Carib, que se distinguem e se autorreconhecem como Pemon ou como Kapon.
Os Kapon englobam os Akawaio, que estão localizados nas cabeceiras dos rios Mazaruni e Cotingo, junto às vertentes ao norte e a leste do Monte Roraima, bem como os Patamona, que habitam as cabeceiras dos rios Potaro, Siparuni e Maú (ou Ireng), a leste da cordilheira Pacaraima, já em território da República da Guiana.
A designação Pemon, por sua vez, abrange os grupos a oeste e a sudoeste da cordilheira Pacaraima, isto é, os Kamarakoto, os Arecuna, os Taurepáng e os Macuxi, que se estendem pelos campos e vales dos rios Cuyuni, Caroni, Paragua, Uraricoera, Tacutu e Rupununi, entre a área conhecida como “Gran Sabana” (ao norte e a oeste do Monte Roraima, no território da Venezuela) e nos “campos naturais” ou, como dito pelos brasileiros, pelo lavrado, ao sul e a sudeste, já em território brasileiro (cf. Santilli, 1997: 14).

## Demografia
O censo de 2010 e a contagem demográfica das Secretaria Especial de Saúde Indígena (SESAI), LESTE, dão conta de que a população Macuxi ultrapassa os 33 mil habitantes em território brasileiro, enquanto a Guiana registra aproximadamente 9500 indígenas e na Venezuela, algo em torno de uma centena.

## História
Habitantes dos campos naturais da bacia do Rio Branco, Rupununi e Orinoco, os Macuxis vêm enfrentando, pelo menos desde o século XVIII, situações adversas em razão da ocupação não indígena na região - primeiramente por aldeamentos e migrações forçadas, depois pelo avanço de frentes extrativistas e pecuaristas e, mais recentemente, pela presença de garimpeiros e pela proliferação de grileiros em suas terras.
Hoje, protagonizam, juntamente com outros povos da região, um dos maiores impasses relativos aos direitos indígenas no Brasil contemporâneo: o que diz respeito à homologação da terra indígena Raposa Serra do Sol, onde, atualmente, existem núcleos urbanos e fazendas de pecuária e de rizicultura.